# Förtelmes főnökök 2.
A Förtelmes főnökök 2 (eredeti cím: Horrible Bosses 2) 2014-ben bemutatott amerikai vígjáték, a Förtelmes főnökök (2011) című film folytatása. A filmet Sean Anders írta és rendezte, aki Seth Gordont váltotta a rendezői székben. Az első film főszereplői, úgy mint Jason Bateman, Charlie Day, Jason Sudeikis, Jennifer Aniston, Kevin Spacey, és Jamie Foxx egytől-egyig visszatértek a folytatásban. Új szereplőként csatlakozott a filmhez  Chris Pine és Christoph Waltz. A filmet a New Line Cinema készítette és a Warner Brothers forgalmazza.
Eredeti bemutatója 2014. november 26-án volt, míg Magyarországon egy nappal később, november 27-én jelent meg.

## Cselekmény
Nick Hendricks, Dale Arbus, és Kurt Buckman saját vállalkozásba kezdenek, miután megszabadultak elviselhetetlen főnökeiktől. Kifejlesztenek egy új samponadagoló zuhanyrózsát, amiről úgy gondolják, biztos siker lesz, amint piacra dobják. Miután több forgalmazót is keresnek a terméküknek, végül szóbeli megállapodást kötnek Burt Hansonnal, egy gazdag üzletemberrel, aki hajlandó befektetni a cégükbe egy 100 000 példányos termékrendeléssel. Nick, Kurt és Dale határidőre teljesítik is a megbízást, csakhogy Hanson rútul rászedi őket: nem veszi át a legyártott árut, ezzel csődbe juttatja a három barátot, akik mindenüket ebbe fektették bele, majd potom áron felvásárolja a céget és a raktárkészletet. Mivel nincs semmi a kezükben, hogy jogi úton kimásszanak a slamasztikából, így elkeseredett elhatározásra jutnak: emberrablásra. Szép kis váltságdíjért elrabolják Hanson elkényeztetett, tapló fiát, Rexet.
A balhé megszervezéséhez régi cimborájuktól, Dean "Anyabaszó" Jonestól kérnek segítséget. Az ő tanácsára kéjgázt szereznek be, hogy Rexet öntudatlan állapotban tudják elrabolni. Az akció azonban balul üt ki, miután véletlenül saját magukat ütik ki a kéjgázzal Rex lakásában. Mikor felébrednek, Rex felfedi, hogy tud az emberrablási tervükről, de úgy döntött, hogy ő is szerepet vállal benne, ugyanis szintén pénzt akar kicsalni az apjától. Ráveszi őket, hogy hívják fel Burtot egy nyilvános telefonfülkéből, és fenyegessék meg, hogyha kihívja a rendőrséget, akkor Rexnek bántódása esik. Burt ennek ellenére értesíti a rendőrséget, akik nyomozni kezdenek Nickék cégénél.
A trió szeretne visszalépni az emberrablástól, de a cégük és alkalmazottaik jövőjéért aggódva nem merik megtenni, amellett Rexet is megsajnálják, miután nyilvánvalóvá válik, hogy Burtnek fontosabb a vagyona, mint a fia élete. Ezért négyen együtt nagyszabású tervet eszelnek ki, hogy félrevezessék a rendőrséget és a váltságdíjat is felmarkolják. 
A terv szerint, amíg Rexet "túszként" tartják fogva a cégük gyárában, Nick és Dale egy lenyomozhatatlan mobiltelefon segítségével egy szélsőséges helyre csalják Hansont a váltságdíjjal, Kurt pedig, Hansonnak kiadva magát, félrevezeti a rendőrséget. 5 millió dollár váltságdíjat követelnek, ebből a megállapodásuk szerint ők 1 milliót kapnának, a maradék 4 milliót Rex kapja meg.
Az akció kezdetét veszi, ám nem minden a számításuk szerint alakul. Nemcsak a lenyomozhatatlan mobil elromlása és az időhiány kapcsán merülnek fel gondok, de közben felbukkan Dale ex-főnöke, a szexmániás Julia is. Korábban betörtek hozzá (az ő orvosi rendelőjéből szerezték a kéjgázt), és Julia azzal zsarolja őket, hacsak Dale nem fekszik le vele, értesíti a rendőrséget (Julia már az első rész kezdetétől szeretné behálózni hajthatatlan alkalmazottját). Ennek véletlen fültanúja lesz Dale felesége, Stacy, és azt hiszi, a férje megcsalja őt. Dale dühében a fürdőszobába zárja Juliát, hogy ne legyen esélye értesíteni a rendőrséget.
A kellemetlenség miatt késve érnek oda a megbeszélt helyre, ahol a váltságdíjat vennék át. Burt nem hajlandó odaadni nekik a pénzt, és már majdnem leleplezné a triót, amikor megjelenik Rex, és lelövi az apját. Felfedi, hogy soha nem is akart megosztozni a többiekkel a váltságdíjon, és miután az apja bebizonyította, hogy egyáltalán nem törődik vele, úgy döntött, végez vele, hogy megszerezze a családi bizniszt, Nickéket pedig megvádolja a gyilkossággal és az elrablásával. A rendőrség megérkezik a helyszínre, hogy letartóztassák őket, de a csapat az utolsó pillanatban elmenekül Anyabaszó Jones segítségével. Azt tervezik, ha előbb érnek vissza a gyárba, mint Rex, akkor be tudják bizonyítani az ártatlanságukat, hiszen, ha a férfi nem tartózkodik ott, mint túsz, akkor egyértelmű, hogy nem volt igazából elrabolva.
Egy igen rázós autósüldözés után visszaérnek a gyárba, de pechükre Rex megelőzi őket. Azonban megcsörren Kurt mobilja, ami véletlenül Rexnél maradt, és mivel a rendőrség ugyanazt a csengőhangot hallja, mint ami az emberrablók telefonjáról is szólt, így világossá válik, hogy maga Rex is szerepet játszott a dologban. Végső lépésként Rex fegyvert fog a főnyomozóra, de Dale  bátran szembeszáll vele, aminek következtében súlyos sebet kap.
Néhány héttel később felébred a kórházban, ahol a többiek tudatják vele, hogy Rex sittre került, ők pedig megúszták a balhét, hála Dale-nek, amiért megmentette a főnyomozót. A felesége is visszatér hozzá, köszönhetően Juliának, aki közli vele, hogy többé nem akar tőle semmit (mivel most már Dale neje, Stacy után vágyakozik).
A csapat vállalkozása becsődöl és elvesztik vezetői pozíciójukat, de Nick ex-főnökének kereskedelmi alapja felvásárolja a céget, így továbbra is üzemben maradhatnak. Ezalatt Jones, miután nála maradt az öt milliós váltságdíj, úgy dönt, megvalósítja a nagy álmát és nyit egy saját cukrászdát.

## Szereplők
- Jason Bateman, mint Nick Hendricks (magyar hangja Gyabronka József): Kurt és Dale legjobb barátja, a csapat realista és kissé aggályos tagja. Az emberrablási ötletet csak kételkedve támogatja.
- Charlie Day, mint Dale Arbus (magyar hangja Rajkai Zoltán): Nick és Kurt legjobb barátja. A hiperaktív, lendületes, bár néha meggondolatlan tagja a csapatnak mindig nyitott az új ötletekre, legyen szó bármilyen elvetemült bűntényről. Dale az első rész óta családos ember, férj és háromgyermekes apa lett, ami néha igencsak próbára teszi az idegeit.
- Jason Sudeikis, mint Kurt Buckman (magyar hangja Anger Zsolt): Nick és Dale legjobb barátja, a csapat "esze", aki mindig tudja a helyes, vagy olykor helytelen megoldásokat. Barátaihoz hasonlóan ő sem a legfényesebb bűnözőelme, ami gyakran okoz problémákat.
- Chris Pine, mint Rex Hanson (magyar hangja Bozsó Péter): Gazdag, elkényeztetett, kéjsóvár, és intrikus fia Burt Hansonnak. Chris Pine-nak nagyon jó benyomása volt a szerepről és a kollégáról is. "A színészek brutálisan viccesek: forgatás közben én folyton elröhögtem magam, százszor kellett miattam újravenni a jeleneteket. Miközben ott állt mellettem Jason Bateman, Charlie Day és Jason Sudeikis, akinek arcizma sem rándult. Én csak egy ártatlan csecsemő vagyok hozzájuk képest."[4][5]
- Christoph Waltz, mint Burt Hanson (magyar hangja Csankó Zoltán): Rex pénzhajhász apja, aki a saját vállalatát vezeti. Waltz leszerződése a filmhez kezdetben igen labilis volt, ugyanis többször felmerült a hír, hogy otthagyja a stábot. Közreműködése a filmhez 2013 novemberében vált hivatalossá.[6]
- Jennifer Aniston, mint Dr. Julia Harris (magyar hangja Kökényessy Ági): Fogorvos, Dale ex-főnöke. Bár Julia a javulás útjára lépett szex-függőségét illetően, pajkossága és elfojtott indulatai képesek bármikor és bárhol előtörni, különösen, mikor Dale és barátai újra felbukkannak a színen. A Förtelmes főnökök 2 volt Jennifer Aniston első folytatásos filmje, s elmondás szerint rendkívül élvezte az újbóli közös munkát az első filmből megismert csapattal.[7]
- Kevin Spacey, mint David Harken (magyar hangja Epres Attila): Nick ex-főnöke, akit a csapat börtönbe juttatott az első film végén, gyilkosság vádjában. Most jogi tanácsokért fordulnak hozzá, amit Harken meg is ad nekik, a maga infantilis módján.
- Lindsay Sloane, mint Stacy (magyar hangja Pálmai Anna): Dale felesége, és gyermekeinek anyja, aki Julia szexmániájának új alanyává válik.
- Jonathan Banks, mint Hatcher nyomozó (magyar hangja Barbinek Péter): Az FBI egyik nyomozója, aki a Hanson-rablási ügyet vezeti.
- Jamie Foxx, mint Dean "Anyabaszó" Jones (magyar hangja Kálid Artúr): Rossz arcú néger, a csapat régi barátja, akihez bűnügyek terén fordulnak tanácsért. Jamie Foxx állítása szerint Anyabaszó Jones karaktere most még viccesebb, mint az első részben, hiszen "újabb humoros titkok derülnek ki a csak látszólag nagy vagány fickóról."[8]

## Érdekességek
- Kurt csengőhangja, ami többször hangzik fel a filmben, Katy Perry toplistás száma, a Roar, ami 2013-ban jelent meg.
- Rex csengőjének a zenéje Pitbull The Anthem című száma.
- Az emberrablás ötletét a csapat különböző filmekből szedi, ahogy az első részben is. Megemlítik többek között a Kilenctől ötig című filmet, a Ragadozót, valamint a Féktelenül című filmet, utóbbiról azt is, hogy Sandra Bullock első nagy játékfilmje volt.
- Az akcióban használt adóvevőkön a Dóra, a felfedező című sorozat címszereplője, Dóra látható.
- A nemi erőszak drog ötlete a Másnaposokból ered. A csapat meg is említi a film főszereplőinek, Phil, Stu, Alan és Doug-nak a nevét.
- Miközben a kocsiban várakoznak, Kurt és Dale felemlegetik, hogy kikkel feküdnének le szívesen. Megemlítésre kerül Sarah Jessica Parker, Angelina Jolie, Cameron Diaz és Nicole Kidman neve is.